# Ваља Катинеј (Бузау)
Ваља Катинеј (рум. Valea Cătinei) насеље је у Румунији у округу Бузау у општини Катина. Oпштина се налази на надморској висини од 387 m.

## Становништво
Према подацима из 2002. године у насељу је живело 543 становника, од којих су сви румунске националности.